# Championnats d'Europe de cyclisme sur piste juniors et espoirs 2014
Navigation
Championnats d'Europe 2013 Championnats d'Europe 2015
Les Championnats d'Europe de cyclisme sur piste juniors et espoirs 2014 se sont déroulés du 22 au 27 juillet 2014 à Anadia au Portugal.

## Résultats

### Juniors
| Épreuves               | Or                                                                          | Or       | Argent                                                                 | Argent   | Bronze                                                              | Bronze    |
| ---------------------- | --------------------------------------------------------------------------- | -------- | ---------------------------------------------------------------------- | -------- | ------------------------------------------------------------------- | --------- |
| Épreuves masculines    |                                                                             |          |                                                                        |          |                                                                     |           |
| Kilomètre              | Jiří Janošek                                                                | 1:03.330 | Sam Ligtlee                                                            | 1:04.868 | Aaron Reiss                                                         | 1:05.024  |
| Keirin                 | Patryk Rajkowski                                                            |          | Moritz Meißner                                                         |          | Jiří Fanta                                                          |           |
| Vitesse individuelle   | Alexey Nosov                                                                |          | Sergey Gorlov                                                          |          | Patryk Rajkowski                                                    |           |
| Vitesse par équipes    | Russie Alexey Nosov Sergey Gorlov Sergey Tabolin                            | 45.505   | Pologne Patryk Rajkowski Michał Lewandowski Marcin Czyszczewski        | 46.261   | France Benjamin Gil Sébastien Vigier Melvin Landerneau              | 46.666    |
| Poursuite individuelle | Ivo Oliveira                                                                | 3:17.704 | Corentin Ermenault                                                     | 3:19.732 | Daniel Staniszewski                                                 | 3:23.5710 |
| Poursuite par équipes  | Russie Andrey Prostokishin Nikolai Ilichev Serafim Aleksyuk Danil Babushkin | 4:09.810 | Grande-Bretagne Gabriel Cullaigh Joe Evans Matthew Gibson Joe Holt     | 4:11.608 | Suisse Patrick Müller Lukas Rüegg Martin Schäppi Nico Selenati      | 4:11.476  |
| Américaine             | Russie Nikolai Ilichev Vitalii Ivshin                                       | 14 pts   | Suisse Patrick Müller Nico Selenati                                    | 11 pts   | Grande-Bretagne Joe Evans Joe Holt                                  | 1 pt      |
| Course aux points      | Corentin Ermenault                                                          | 33 pts   | Mark Downey                                                            | 29 pts   | Gabriel Cullaigh                                                    | 27 pts    |
| Scratch                | Attilio Viviani                                                             |          | Gabriel Cullaigh                                                       |          | Rui Oliveira                                                        |           |
| Omnium                 | Xavier Cañellas                                                             | 191 pts  | Gino Mäder                                                             | 189 pts  | Ivo Oliveira                                                        | 180 pts   |
| Épreuves féminines     |                                                                             |          |                                                                        |          |                                                                     |           |
| 500 mètres             | Tatiana Kiseleva                                                            | 35.720   | Doreen Heinze                                                          | 35.803   | Olena Starikova                                                     | 35.812    |
| Keirin                 | Nicky Degrendele                                                            |          | Tatiana Kiseleva                                                       |          | Julita Jagodzińska                                                  |           |
| Vitesse individuelle   | Tatiana Kiseleva                                                            |          | Emma Hinze                                                             |          | Nicky Degrendele                                                    |           |
| Vitesse par équipes    | Allemagne Doreen Heinze Emma Hinze                                          | 34.689   | Russie Tatiana Kiseleva Anna Kozinova                                  | 35.075   | Belgique Nicky Degrendele Catherine Wernimont                       | 35.477    |
| Poursuite individuelle | Daria Egorova                                                               | 2:28.941 | Josie Knight                                                           | 2:29.669 | Agata Drozdek                                                       | 2:28.341  |
| Poursuite par équipes  | Grande-Bretagne Manon Lloyd Emily Nelson Grace Garner Megan Barker          | 4:39.707 | Pologne Nikol Płosaj Daria Pikulik Justyna Kaczkowska Natalia Radzicka | 4:47.513 | France Soline Lamboley Alphanie Midelet Margot Dutour Marion Borras | 4:48.345  |
| Course aux points      | Manon Lloyd                                                                 | 16 pts   | Lisa Klein                                                             | 11 pts   | Diana Klimova                                                       | 10 pts    |
| Scratch                | Elena Bissolati                                                             |          | Diana Klimova                                                          |          | Claudia Cretti                                                      |           |
| Omnium                 | Edita Mazurevičiūtė                                                         | 195 pts  | Grace Garner                                                           | 188 pts  | Soline Lamboley                                                     | 184 pts   |

### Espoirs
| Épreuves               | Or                                                                               | Or       | Argent                                                                         | Argent   | Bronze                                                                                | Bronze           |
| ---------------------- | -------------------------------------------------------------------------------- | -------- | ------------------------------------------------------------------------------ | -------- | ------------------------------------------------------------------------------------- | ---------------- |
| Épreuves masculines    |                                                                                  |          |                                                                                |          |                                                                                       |                  |
| Kilomètre              | Robin Wagner                                                                     | 1:02.071 | Alexander Dubchenko Matthijs Büchli                                            | 1:02.864 |                                                                                       |                  |
| Keirin                 | Nikita Shurshin                                                                  |          | Matthijs Büchli                                                                |          | Mateusz Lipa                                                                          |                  |
| Vitesse individuelle   | Nikita Shurshin                                                                  |          | Jeffrey Hoogland                                                               |          | Eoin Mullen                                                                           |                  |
| Vitesse par équipes    | Pays-Bas Matthijs Büchli Jeffrey Hoogland Nils van 't Hoenderdaal                | 44.564   | Pologne Patryk Rajkowski Mateusz Rudyk Mateusz Lipa                            | 44.910   | Allemagne Robert Kanter Richard Aßmus Maximilian Dörnbach                             | 45.451           |
| Poursuite individuelle | Stefan Küng                                                                      | 4:18.793 | Kirill Sveshnikov                                                              | rejoint  | Tom Bohli                                                                             | 4:25.379         |
| Poursuite par équipes  | Suisse Stefan Küng Tom Bohli Théry Schir Frank Pasche                            | 4:04.248 | Russie Alexander Grigoriev Alexander Evtushenko Andrey Sazanov Viktor Manakov  | rejoint  | Allemagne Marco Mathis Leon Rohde Domenic Weinstein Sebastian Wotschke                | 4:07.450         |
| Américaine             | Allemagne Leon Rohde Domenic Weinstein                                           | 18 pts   | Belgique Jasper De Buyst Otto Vergaerde                                        | 10 pts   | France Thomas Boudat Marc Fournier                                                    | 13 pts (-1 tour) |
| Course aux points      | Andrey Sazanov                                                                   | 73 pts   | Thomas Boudat                                                                  | 62 pts   | Jasper De Buyst                                                                       | 60 pts           |
| Scratch                | Benjamin Thomas                                                                  |          | Oliver Wood                                                                    |          | Raman Ramanau                                                                         |                  |
| Omnium                 | Lucas Liss                                                                       | 191 pts  | Viktor Manakov                                                                 | 184 pts  | Gaël Suter                                                                            | 177 pts          |
| Épreuves féminines     |                                                                                  |          |                                                                                |          |                                                                                       |                  |
| 500 mètres             | Anastasiia Voinova                                                               | 33.553   | Daria Shmeleva                                                                 | 34.406   | Elis Ligtlee                                                                          | 34.425           |
| Keirin                 | Elis Ligtlee                                                                     |          | Mélissandre Pain                                                               |          | Katy Marchant                                                                         |                  |
| Vitesse individuelle   | Anastasiia Voinova                                                               |          | Elis Ligtlee                                                                   |          | Tania Calvo                                                                           |                  |
| Vitesse par équipes    | Russie Anastasiia Voinova Daria Shmeleva                                         | 33.630   | Pays-Bas Elis Ligtlee Yesna Rijkhoff                                           | 34.611   | Grande-Bretagne Katy Marchant Rosie Blount                                            | 34.604           |
| Poursuite individuelle | Mieke Kröger                                                                     | 3:40.502 | Alexandra Goncharova                                                           | 3:42.066 | Lotte Kopecky                                                                         | 3:48.671         |
| Poursuite par équipes  | Russie Alexandra Goncharova Aleksandra Chekina Tamara Balabolina Gulnaz Badykova | 4:30.382 | Biélorussie Marina Shmayankova Ina Savenka Volha Masiukovich Polina Pivovarova | 4:38.520 | Italie Elena Cecchini Beatrice Bartelloni Maria Giulia Confalonieri Francesca Pattaro | 4:34.734         |
| Course aux points      | Elena Cecchini                                                                   | 60 pts   | Maria Giulia Confalonieri                                                      | 60 pts   | Aleksandra Chekina                                                                    | 49 pts           |
| Scratch                | Tamara Balabolina                                                                |          | Alexandra Goncharova                                                           |          | Elena Cecchini                                                                        |                  |
| Omnium                 | Tamara Balabolina                                                                | 218 pts  | Ina Savenka                                                                    | 217 pts  | Tetyana Klimchenko                                                                    | 208 pts          |

## Tableau des médailles
| Rang  | Nation          | Or | Argent | Bronze | Total |
| ----- | --------------- | -- | ------ | ------ | ----- |
| 1     | Russie          | 16 | 11     | 2      | 29    |
| 2     | Allemagne       | 4  | 4      | 3      | 11    |
| 3     | Italie          | 3  | 1      | 3      | 7     |
| 4     | Pays-Bas        | 2  | 6      | 1      | 9     |
| 5     | Grande-Bretagne | 2  | 4      | 4      | 10    |
| 6     | France          | 2  | 3      | 4      | 9     |
| 7     | Suisse          | 2  | 2      | 3      | 7     |
| 8     | Tchéquie        | 2  | 0      | 1      | 3     |
| 9     | Pologne         | 1  | 3      | 5      | 8     |
| 10    | Belgique        | 1  | 1      | 4      | 6     |
| 11    | Portugal        | 1  | 0      | 2      | 3     |
| 12    | Espagne         | 1  | 0      | 1      | 2     |
| 13    | Lituanie        | 1  | 0      | 0      | 1     |
| 14    | Biélorussie     | 0  | 2      | 1      | 3     |
| 14    | Irlande         | 0  | 2      | 1      | 3     |
| 16    | Ukraine         | 0  | 0      | 2      | 2     |
| Total | Total           | 38 | 39     | 37     | 114   |